# یاکو پوورو
یاکو پوورو (انگلیسی: Jaakko Pöyry; ۶ اوت ۱۹۲۴ – ۸ سپتامبر ۲۰۰۶) فعال تجاری اهل فنلاند بود. او شرکت پویری(نزدک نوردیک: POY1V) را تأسیس کرد و شخصاً بر رشد آن از یک دفتر مهندسی کوچک به یک شرکت مشاوره و مهندسی جهانی با تمرکز بر انرژی، صنعت جنگلداری و بخش‌های زیرساخت و محیط زیست نظارت داشت. نام این شرکت در سال ۲۰۰۶ از گروه یاکو پویری تغییر یافت. دفتر مرکزی این شرکت در وانتا، فنلاند قرار دارد.